# 吡啶-4-硼酸频哪醇酯
吡啶-4-硼酸频哪醇酯是一种有机硼化合物，化学式为C11H16BNO2，它是吡啶-4-硼酸和2,3-二甲基-2,3-丁二醇（频哪醇）形成的酯。

## 合成与反应
吡啶-4-硼酸频哪醇酯可由吡啶和双频哪醇二硼在催化下反应制得，该反应的副产物是少量的吡啶-3-硼酸频哪醇酯和吡啶-3,5-二(硼酸频哪醇酯)。
它和5-溴嘧啶在碳酸铯存在下、四(三苯基膦)钯催化下于二甲基甲酰胺中反应，可以得到5-(4-吡啶基)嘧啶。